# 拉沙佩勒阿朗
拉沙佩勒阿朗（法語：La Chapelle-Hareng，法語發音：[la ʃapɛl aʁɑ̃]）是法国诺曼底大区厄尔省的一个市镇，位于该省西部，面积4.07平方公里，人口107人（2018年）。

## 地理
拉沙佩勒阿朗（49°6'50"N, 0°24'54"E）面积4.07 平方千米，位于法国诺曼底大区厄尔省，该省份为法国北部内陆省份，北起滨海塞纳省，西接奧恩省和卡爾瓦多斯省，南至厄尔-卢瓦省，东临瓦兹省、瓦兹河谷省和伊夫林省。
与拉沙佩勒阿朗接壤的市镇（或旧市镇、城区）包括：科尔德比格勒、库尔托讷双教堂村、马罗勒、德吕库尔、勒普朗凯。

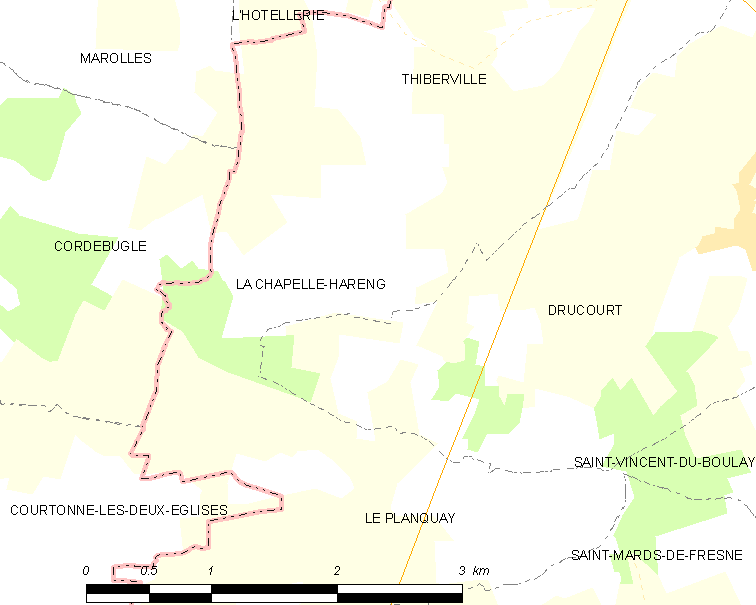
拉沙佩勒阿朗的OSM定位图

拉沙佩勒阿朗的时区为UTC+01:00、UTC+02:00（夏令时）。

## 行政
拉沙佩勒阿朗的邮政编码为27230，INSEE市镇编码为27149。

## 政治
拉沙佩勒阿朗所属的省级选区为伯兹维尔县。

## 人口

1962-2008年间拉沙佩勒阿朗人口变化图示

拉沙佩勒阿朗于2022年1月1日时的人口数量为122人。
1. ↑  Géoportail. . Géoportail.   [2020-03-22]. （原始内容存档于2017-01-29） （法语）.